# Castillo de Cahir

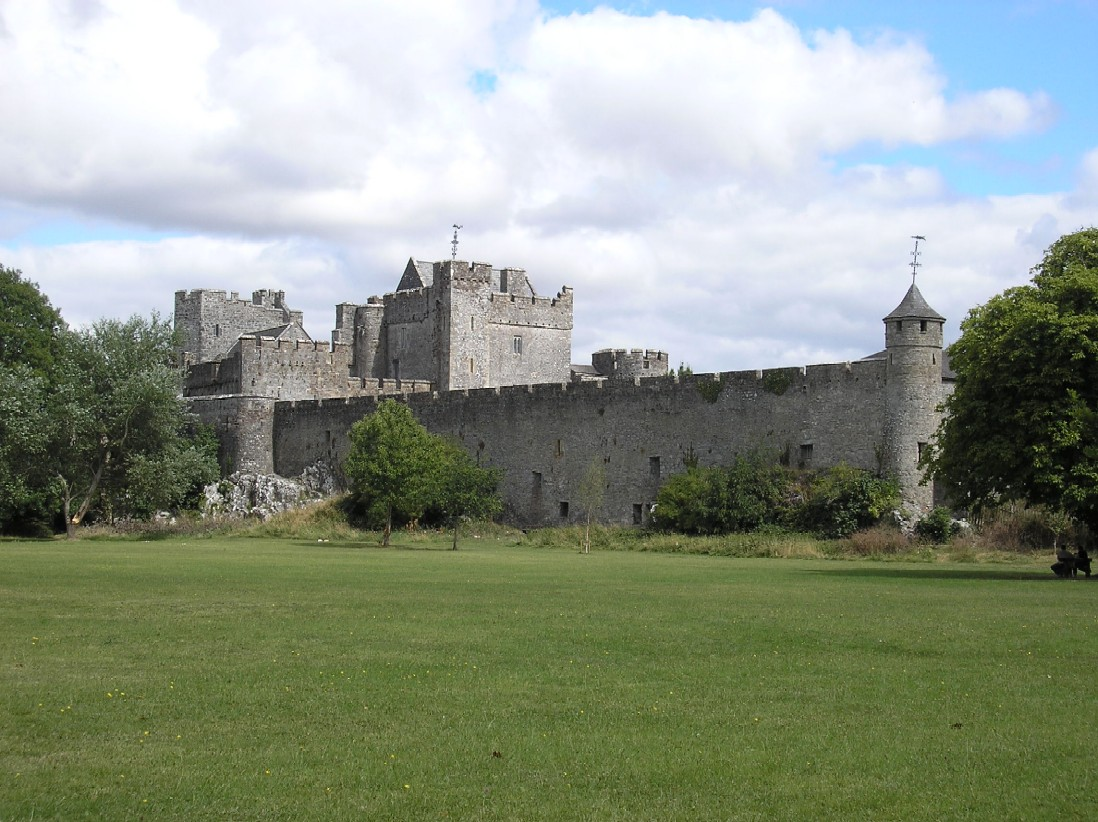
El castillo de Cahir.

El castillo de Cahir es un castillo emplazado en el condado de Tipperary, en Irlanda; es uno de los mayores castillos de dicho país, además de uno de los mejor conservados. Fue construido en el año 1142 por Conor O'Brien, príncipe de Thomond, sobre una isla ubicada en el río Suir, en la cima de un peñón. Está edificado en el estilo arquitectónico conocido como arquitectura normanda, es decir, románico. Actualmente se encuentra en el centro de la ciudad irlandesa de Cahir, y pueden efectuarse visitas guiadas a su interior.

## Etimología
Cahir es una transcripción del irlandés Cathair Dun Iascaigh, cuyo significado es fortín circular de piedra con abundancia de peces, lo que es indicativo de la antigüedad de la fortificación.

## Datos históricos
El castillo fue construido en el año 1142 por Conor O'Brien, príncipe de Thomond.
La zona fue ocupada por los vikingos a partir de 1169.
En 1375, los derechos sobre el castillo fueron cedidos a Butler, convertido en barón de Cahir, como premio a su lealtad respecto del rey Eduardo III de Inglaterra. Los Butler de Cahir se colocaron al lado de los irlandeses durante las guerras mantenidas en época de Isabel I de Inglaterra y, en el año 1599, el castillo de Cahir fue conquistado tras ser sometido a un asedio de tres días de duración por parte de las tropas al mando de Robert Devereux, II conde de Essex.
Durante las Guerras confederadas irlandesas a finales de los años 1640, paralelamente a la Revolución inglesa, el castillo fue sometido a un total de dos nuevos sitios. En 1647, George Mathew, quien por entonces era el tutor del joven lord Cahir, se rindió ante lord Inchiquin tras la victoria de éste en la batalla de Knocknanauss. En 1650, se rindió nuevamente el castillo ante Oliver Cromwell durante la Conquista de Irlanda por Cromwell, sin que se llegase siquiera a disparar un solo tiro.

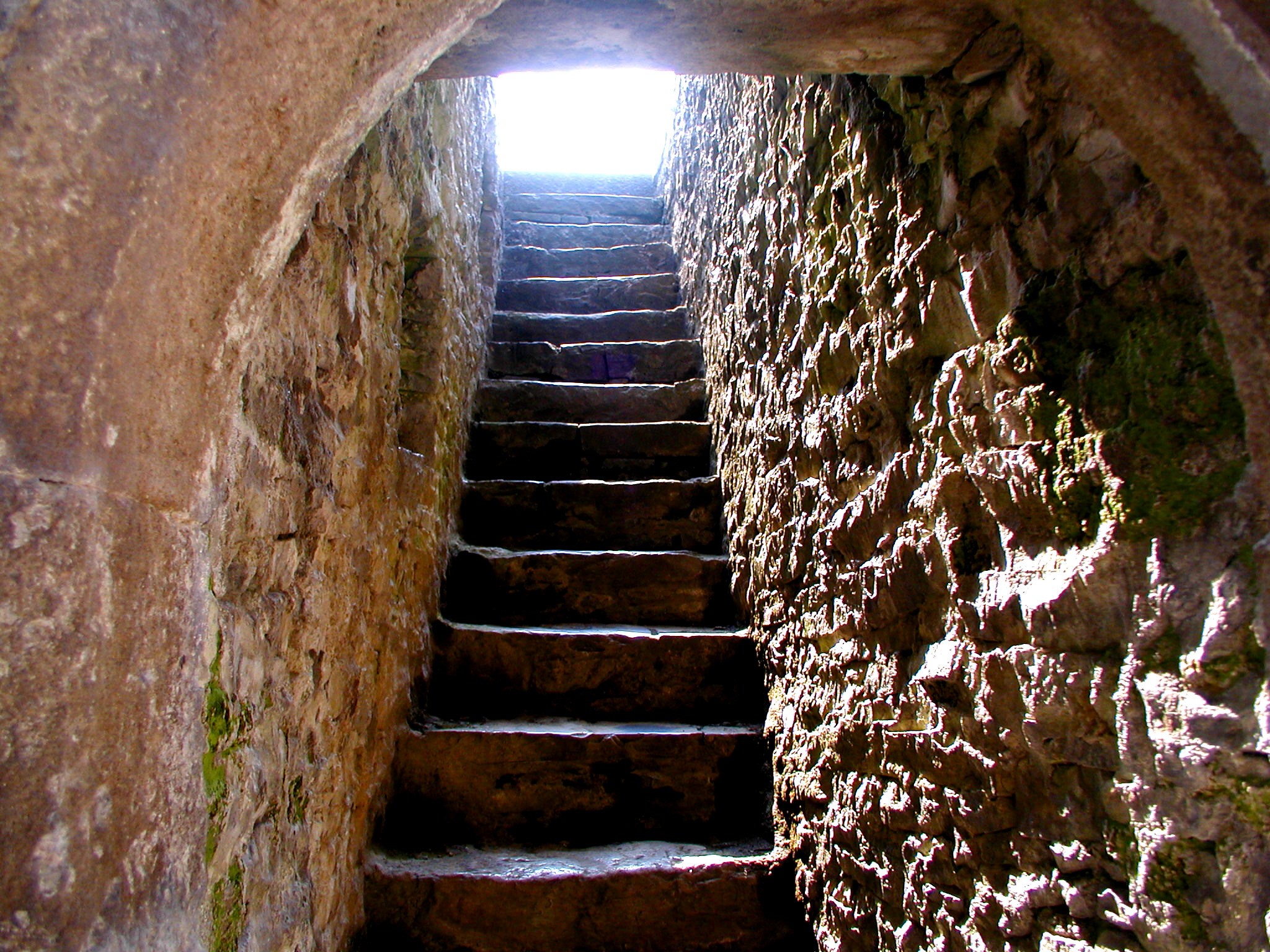
Corredor del castillo de Cahir.

El gran recibidor del castillo fue parcialmente reconstruido el año 1840.
En 1961, tras el fallecimiento del último señor de Cahir, los derechos sobre el castillo de Cahir revirtieron en el estado irlandés.

## Curiosidades

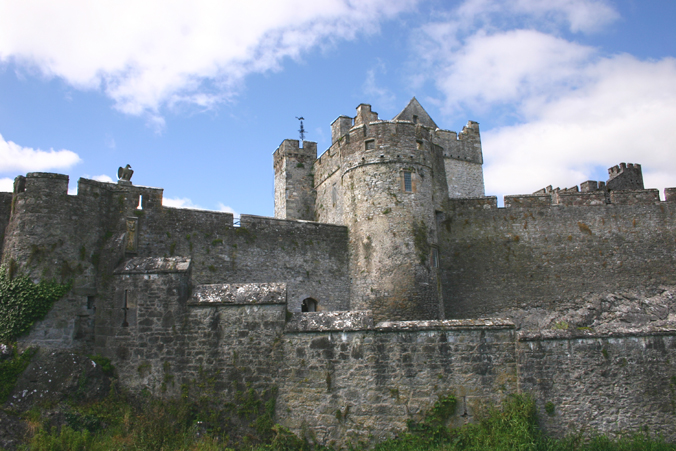
Castillo de Cahir, Paredes exteriores

El castillo de Cahir fue utilizado en 1981 para el rodaje de diversas escenas de la película Excalibur, del director británico, aunque establecido en Irlanda, John Boorman.